# Парадокс Спящей красавицы
Парадокс Спящей красавицы — парадокс теории вероятностей. Парадокс представляет собой задачу на расчёт вероятности, которая имеет два различных решения, противоречащих друг другу.
Философ Адам Элга (англ. Adam Elga) опубликовал статью с описанием этого парадокса с указанием в примечании, что парадокс был взят из неопубликованной работы Арнольда Зубоффа.

## Формулировка
Испытуемой («Спящей красавице») делается укол снотворного. Бросается симметричная монета. В случае выпадения орла её будят, и эксперимент на этом заканчивается. В случае выпадения решки её будят, делают второй укол (после чего она забывает о пробуждении) и будят на следующий день, не бросая монеты, — в таком случае эксперимент идёт два дня подряд. Вся эта процедура Красавице известна, однако у неё нет информации, в какой день её разбудили.
Представьте себя на месте Спящей красавицы. Вас разбудили. Какова вероятность того, что монета упала орлом?
Решение 1.У вас нет никакой информации о результате выпадения монеты и предыдущих побудках. Поскольку известно, что монета честная, можно предположить, что вероятность выпадения орла равна 1/2.
Решение 2.Проведём эксперимент 1000 раз. Спящую красавицу будят в среднем 500 раз с орлом и 1000 раз с решкой (так как в случае решки Спящую красавицу будят 2 раза). Поэтому вероятность выпадения орла равна 1/3.
Адам Элга утверждает, что правильным ответом является 1/3.
При этом до начала испытания (до броска монеты) Спящая красавица оценивает эту вероятность как 1/2, но одновременно знает, что после пробуждения она будет оценивать вероятность как 1/3. В этом и состоит парадокс.

## Предложенное решение
Адам Элга в свой статье предлагает следующее решение задачи.
Предположим, что первое пробуждение происходит в понедельник, а второе (если оно есть) — во вторник. Затем, когда вы просыпаетесь, вы уверены, что находитесь в одном из трёх «положений»:
О1 — орёл (О) и сейчас понедельник (1);
Р1 — решка (Р) сейчас понедельник (1);
Р2 — решка и сейчас вторник (2).
При первом пробуждении вы уверены в следующем: вы находитесь в положении О1 тогда и только тогда, когда исход броска монеты «орёл». Поэтому вычисления вероятности В(О1) достаточно для решения парадокса.
Если бы после первого пробуждения вы узнали, что результат броска — «решка», это было бы равносильно вашему знанию, что вы находитесь либо в Р1, либо в Р2. Поскольку пребывание в Р1 субъективно выглядит точно так же, как и пребывание в Р2, то В(Р1) = В(Р2).
Перед исследователями стоит задача с помощью честной монеты определить, будить вас один или два раза. Они могли бы выполнить свою задачу двумя способами: А) либо сначала подбросить монету, а затем будить вас один или два раза в зависимости от результата; Б) или сначала разбудить вас один раз, а затем подбросить монету, чтобы определить, будить ли вас во второй раз.
После пробуждения ваша вера в выпадение «орла» будет одинакова независимо от того, используют исследователи метод А или Б. Поэтому предположим, что они используют метод Б и вы об этом знаете. Если после пробуждения оказывается понедельник, это равносильно знанию, что вы находитесь либо в О1, либо в Р1. Из этого следует, что В(О1) = В(Р1).
Комбинируя результаты, мы получаем, что В(О1) = В(Р1) = В(Р2). Так как сумма этих вероятностей равна 1, то В(О1) = 1/3.

## Парадокс в формулировке Зубоффа
Арнольд Зубофф, продвигающий идеи универсализма, в позднее опубликованной работе даёт несколько другую формулировку парадокса.
Представьте себе «игру в пробуждение», в которой вначале гипнотизёр усыпляет одного игрока. Затем тот будет находиться в гипнотическом сне в течение триллиона дней (за исключением некоторых периодов). После того как он уснёт, будет брошена честная монета, чтобы определить, какая из двух процедур будет соблюдена: 1) либо его будут будить на короткий период в каждый из триллиона дней, 2) либо разбудят на короткий период только один раз — только в один день, случайно выбранный из триллиона.
К этому следует добавить, что в конце любого периода пробуждения гипнотизёр, прежде чем снова погрузить игрока в сон, навсегда стирает из его сознания воспоминание о пробуждении. Таким образом, какое бы ни было число пробуждений, одно или триллион, каждое будет казаться первым пробуждением.
Предположим, что игрок знает всё это, но ему не говорят, какая из двух процедур выполняется в его игре. Может ли он каким-то образом определить, проснётся он один раз или триллион?
Представьте, что вы игрок и вы только что проснулись. Вы можете думать следующим образом: «Было бы в триллион раз менее вероятно, что сегодня я буду бодрствовать, если бы мне выпало проснуться лишь на один день, а не на триллион. Если бы выпало только одно пробуждение, то было бы чрезвычайно маловероятно, что я бы проснулся сегодня. Поэтому учитывая, что сейчас я не сплю, напрашивается вывод: шанс триллиона пробуждений гораздо более вероятен, чем то, что я проснулся лишь на один день».
Проблема Спящей красавицы видна с точки зрения игрока непосредственно перед началом игры. Разумеется, до начала игры (до броска монеты) невозможно предугадать, разбудят ли вас в предстоящей игре один раз или триллион. Тем не менее с уверенностью можно заявить, что внутри игры вы поступите правильно, делая ставку на то, что происходит триллион пробуждений.
По мнению Зубоффа, причиной этого парадокса является вера в объективное расчленение опыта (англ. objective individuation) — вера, что опыт пробуждения в разные дни является разным (индивидуальным), поскольку объективно происходит в разное время. Если же думать, что на самом деле опыт расчленён лишь субъективно, мнимо (англ. subjective individuation) и является одним и тем же опытом одного и того же существа, то вероятностный вывод[что?] после пробуждения невозможен и парадокс пропадает.